# فرانشيسكو نارشيزوؤ
فرانشيسكو نارشيزوؤ (بالبرتغالية: Francisco Narcízio Abreu de Lima‏) (18 يوليو 1971 في البرازيل – )؛ هو لاعب كرة قدم سابق كان يلعب كمهاجم.

## وصلات خارجية
- فرانشيسكو نارشيزوؤ على موقع رابطة كرة القدم اليابانية للمحترفين (اليابانية)
- فرانشيسكو نارشيزوؤ على موقع عالم كرة القدم.نت (الإنجليزية)